# Ștefan Vasilache
Ștefan Vasilache (n. 9 mai 1979, Roman, Neamț, România) este un fost atlet român, specializat în săritură în înălțime, medaliat cu bronz la Campionatul Mondial în sală din 2004. A fost prima medalie obținută de atletismul masculin românesc la un campionat mondial.

## Carieră
Ștefan Vasilache este multiplu campion național. A obținut locul 6 la Campionatul European de Tineret (sub 23) din 2001 de la Amsterdam. În același an s-a clasat pe locul 11 la Universiada de la Beijing. În 2002 a participat la Campionatul European în sală de la Viena și la Campionatul European de la München dar nu a reușit să avanseze în finală. Și la Campionatul Mondial din 2003 de la Paris a ratat finala.
La Campionatul Mondial de Atletism în sală din 2004 de la Budapesta a câștigat medalia de bronz. În același an a participat la Jocurile Olimpice de la Atena, unde s-a clasat pe locul 15. Apoi a participat la Campionatul European în sală din 2005, la Campionatul Mondial din 2005 și la Campionatul European în sală din 2007, dar nu a reușit să ajungă în finală.
În 2004 el a fost decorat cu Medalia „Meritul Sportiv” clasa I.

## Realizări
| An   | Competiție                               | Locație                  | Loc | Note   |
| ---- | ---------------------------------------- | ------------------------ | --- | ------ |
| 2001 | Campionatul European de Tineret (sub 23) | Amsterdam, Olanda        | 6   | 2,12 m |
| 2001 | Universiada                              | Beijing, China           | 11  | 2,15 m |
| 2002 | Campionatul European în sală             | Viena, Austria           | 14  | 2,22 m |
| 2002 | Campionatul European                     | München, Germania        | 17  | 2,15 m |
| 2002 | Jocurile Mondiale Militare               | Tivoli, Italia           | 5   | 2,21 m |
| 2003 | Campionatul Mondial în sală              | Birmingham, Regatul Unit | –   | DS     |
| 2003 | Campionatul Mondial                      | Paris, Franța            | 21  | 2,25 m |
| 2003 | Jocurile Mondiale Militare               | Catania, Italia          | 6   | 2,05 m |
| 2004 | Campionatul Mondial în sală              | Budapesta, Ungaria       | 3   | 2,25 m |
| 2004 | Jocurile Olimpice                        | Atena, Grecia            | 15  | 2,25 m |
| 2005 | Campionatul European în sală             | Madrid, Spania           | 17  | 2,23 m |
| 2005 | Campionatul Mondial                      | Helsinki, Finlanda       | –   | FR     |
| 2007 | Campionatul European în sală             | Birmingham, Regatul Unit | 21  | 2,13 m |

## Recorduri personale
| Probă                        | Performanță | Dată              | Locație   |
| ---------------------------- | ----------- | ----------------- | --------- |
| Săritură în înălțime         | 2,30 m      | 11 mai 1997       | Ankara    |
| Săritură în înălțime în sală | 2,30 m      | 14 februarie 2004 | București |